# La Défense (metropolitana di Parigi)
La Défense è una stazione della linea 1, e in futuro anche della linea 15, della metropolitana di Parigi.

## Strutture e impianti
La stazione collega la linea RER A, il tram T2, dal 1994, e alla stazione Transilien. La stazione è vicina ad un grande centro commerciale.
Tra i principali monumenti o edifici presso la stazione è il monumentale Grande Arche, grattacieli che ospitano le sedi di importanti società francesi e straniere, oltre ad opere di arte urbana come Le Pouce di César Baldaccini. Dalla spianata centrale, si può intravedere l'Arco di Trionfo lungo l'axe historique.
Fino al maggio 2004, questa parte de La Défense ospitava un centro informativo dell'Unione europea gestito dal Parlamento europeo.

## Interscambi
- RER linea A (biglietto non valido a Parigi nelle zone 1-2)
- Tram Linea 2 (capolinea)
- Transilien Paris Saint-Lazare:
  - SNCF Gare Saint-Lazare - Gare de Saint-Nom-la-Bretèche-Forêt-de-Marly
  - SNCF Gare Saint-Lazare - Versailles Rive Droite
  - SNCF La Défense - La Verrière

Nella stazione del Transilien vi sono quattro banchine:
- Al mattino:
  - Le banchine 1 e 3 sono usate per il PSL Gruppo III per Parigi
  - La banchina 2 è usata per il PSL Gruppo III linee per Versailles Rive Droite / Gare de Saint-Nom-la-Bretèche-Forêt-de-Marly
  - La banchina 4 è utilizzata per la linea La Défense - La Verrière

- Al pomeriggio:
  - La banchina 1 è usata per il PSL Gruppo III per Parigi
  - Le banchine 2 e 4 sono usate per il PSL Gruppo III per Versailles Rive Droite / Gare de Saint-Nom-la-Bretèche-Forêt-de-Marly
  - La banchina 3 è usata per la linea La Défense - La Verrière